# أرشيبالد غراهام
أرشيبالد غراهام (20 يناير 1917 في نيوزيلندا - 10 يونيو 2000) (بالإنجليزية: Archibald Graham)‏ هو لاعب كريكت نيوزلندي.

## وصلات خارجية
- أرشيبالد غراهام على موقع إي آس بي آن كريك إنفو (الإنجليزية)